# Erebor
Erebor hegymélyi királyság J. R. R. Tolkien Középfölde-történeteiben, azon belül főként A hobbit-ban. A magányos hegy néven is ismert. Erebor Durin népének 7. királysága volt, amit I. Thráin törpkirály alapított Harmadkor 1999. évében.

## Földrajza
Erebor J. R. R. Tolkien térképén a Bakacsinerdő és a Vasdombok között helyezkedett el. Éghajlatát tekintve kemény telek és enyhe nyarak váltották egymást. Erebor A Magányos Hegy belsejében helyezkedett el, és tárnái ércekben (főleg aranyban) voltak gazdagok. A hegyet feltehetőleg mészkő alkotta.

## Története
Miután a Harmadkor 1999. évében a törpök letelepedtek itt, rájöttek, hogy a hegy aranyban és más nemesfémekben, drágakövekben gazdag, elkezdtek kovácsműhelyeket építeni, tárnákat fúrni. Egy nap amikor már olyan mélyre ástak, hogy rátaláltak a hegy szívére az Arkenkő-re. Az akkori király II. Thráin ezt jelnek tekintette, hogy  az ő uralkodási joga felsőbb hatalomhoz kötött, úgyhogy az összes környező királynak, nemesnek tisztelegni illett előtte. 
Thranduil, a közelben fekvő bakacsinerdei tündekirályság ura figyelmeztette Thráint, hogy a beteges vágya a kincsek után odavonzhatja a sárkányokat. Thráin úgy megharagudott ezért a tündekirályra, hogy egy nagy veszekedés után felbontotta a tündékkel kötött békeszerződését (feltehetőleg ezért utálják a tündék a Törpöket). A harmadkor 2770. évében Smaug a sárkány elfoglalta Erebort, a törpök elmenekültek.

## Visszaszerzése
A Harmadkor 2940. évében Bríben Thorin, Thráin fia találkozott Szürke Gandalffal, aki Erebor visszaszerzésére sürgette Thorint. Egy évvel később egy csapat törp Thorin és Gandalf vezetésével, Zsákos Bilbó társaságában visszaszerezték Erebort, de az orkok támadása miatt Thorin később meghalt, s a Hegymély Királya címet ezután II. Dáin, a Vaslábú viselte.